# BlackBerry Limited
BlackBerry Limited là một tập đoàn điện tử của Canada chuyên sản xuất, buôn bán các thiết bị di động và giải pháp di động như mẫu điện thoại ăn khách BlackBerry. Công ty này được thành lập năm 1984 tại Waterloo, Ontario, Canada.

## Theo dòng lịch sử
Trước khi sản xuất BlackBerry, RIM hợp tác với RAM Mobile Data và Ericsson để chuyển mạng dữ liệu không dây thành mạng máy tính nhắn tin 2 chiều và e-mail không dây Mobitex do Ericsson phát triển trước đó. Thành tựu của việc phát triển này là sự ra đời của máy nhắn tin Inter@ctive 950, được đưa ra thị trường vào tháng Tám, 1998. Với kích thước khoảng một thỏi xà bông, thiết bị này cạnh tranh với mạng nhắn tin 2 chiều SkyTel của Motorola.